# Watermolen De Vermolen
Watermolen De Vermolen in Geesteren (Ov) was een watermolen aan de Geesterense Molenbeek.
Andere namen zijn: Wirremolen, De Veer, Geesterer Moole, Vehrmolle, Verremoele, Verre Molen en Vermolen, de straat en de buurtschap is ernaar vernoemd. Deze oude molen was in het bezit van de familie van Gheijsteren. Eeuwenlang was het in gebruik als oliemolen voor kool- en vlaszaad van boeren uit de omgeving.
Stroomopwaarts aan de Molenbeek was de Naerre Molen gelegen. Op 7 november 2015 werd er een monument onthuld ter nagedachtenis aan deze molen.